# Niższe Seminarium w Częstochowie
Niższe Seminarium - Liceum Humanistyczne w Częstochowie z internatem – czteroletnie liceum ogólnokształcące z rozszerzonym programem nauczania języka polskiego, filozofii i historii, znajdujące się w Częstochowie. Jest to szkoła niepubliczna posiadająca wszelkie prawa szkół publicznych.

## Historia
Niższe Seminarium Duchowne Diecezji Częstochowskiej zostało założone 16 lipca 1951 roku przez ówczesnego biskupa częstochowskiego Zdzisława Golińskiego, a rozpoczęło swoją działalność 1 września 1951 roku. Pierwszym dyrektorem był ks. Bronisław Panek, wikariusz parafii św. Rocha w Częstochowie. Wychowankowie pierwszego roku szkolnego 1951/52 odbywali naukę i zarazem byli zakwaterowani w budynkach: Zgromadzenia braci szkolnych przy ul. Pułaskiego i sióstr oblatek Serca Jezusowego przy ul. Paulińskiej (obecnie ul. bpa Teodora Kubiny). W nauczaniu realizowano program państwowej szkoły średniej typu humanistycznego. Bracia szkolni pomagali w nauczaniu.
31 sierpnia 1952 roku biskup częstochowski Zdzisław Goliński nadał szkole statut. Od września 1952 roku nowym internatem dla alumnów stał się gmach sierocińca prowadzonego przez siostry służebniczki NMP przy ul. Piotrkowskiej. W latach 1954–1956 rektorem NSD był ks. dr Stefan Bareła, późniejszy biskup częstochowski. Od 1 września 1957 roku szkoła działa przy ulicy Piotrkowskiej 17. Od początku roku szkolnego 1992/1993 szkoła posiada uprawnienia szkoły publicznej.
18 kwietnia 1998 roku odbył się I Zjazd Absolwentów NSD. 7 grudnia 1998 roku abp Stanisław Nowak nadał kolejny, nowy statut uwzględniający zmiany ustrojowe i nowe ustawy oświatowe. W 1999 roku odbyła się pielgrzymka Niższego Seminarium Duchownego Archidiecezji Częstochowskiej do Rzymu z okazji obchodów Jubileuszu 2000 roku połączona ze spotkaniem z papieżem Janem Pawłem II. Szkoła ma swój hymn – „Budować wiarę”, według słów i muzyki ks. mgr Marka Cisowskiego oraz swój sztandar. Mszy Świętej z okazji 50-lecia szkoły w 2001 roku przewodniczył nuncjusz apostolski w Polsce Józef Kowalczyk. Odbyła się ona w częstochowskiej katedrze. W 2016 roku z okazji 65-lecia szkoły odbyła się pielgrzymka uczniów i pedagogów do Rzymu połączona ze spotkaniem z papieżem Franciszkiem. 1 maja 2021 r. z okazji jubileuszu 70-lecia szkoły odbyła się Msza Święta w częstochowskiej katedrze pod przewodnictwem arcybiskupa częstochowskiego Wacława Depo. Od roku szkolnego 2023/24 szkoła nosi nazwę Niższe Seminarium - Liceum Humanistyczne w Częstochowie z internatem.

## Wykładowcy
Naukę o muzyce i umuzykalnieniu wykładał muzyk i kompozytor prof. Antoni Szuniewicz, łaciny uczył Sługa Boży ks. Feliks Taranek, fizyki oraz historii Polski przez 31 lat uczył Krzysztof Wielgut. W szkole pracowali również prof. Edward Mąkosza, kompozytor, założyciel filharmonii częstochowskiej, dr Ignacy Kozielewski, autor hymnu harcerskiego i współtwórca polskiego harcerstwa, ks. Franciszek Musiel, późniejszy biskup pomocniczy częstochowski. W latach 1965–1969 wychowawcą w szkole był ks. Jan Związek, późniejszy rektor Wyższego Seminarium Duchownego Archidiecezji Częstochowskiej w latach 1985–1992.

## Rektorzy
| imię i nazwisko              | daty urzędowania |
| ---------------------------- | ---------------- |
| Ks. dr Bronisław Panek       | 1951–1954        |
| Ks. dr Stefan Bareła         | 1954–1956        |
| Ks. Stanisław Okamfer        | 1956–1958        |
| Ks. Włodzimierz Rataj        | 1958–1962        |
| Ks. dr Adolf Trepka          | 1962–1965        |
| Ks. dr Zenon Mońka           | 1965–1971        |
| Ks. Grzegorz Ślęzak          | 1971–1980        |
| Ks. prof. Stanisław Urbański | 1980–1984        |
| Ks. Andrzej Oleś             | 1984–1996        |
| Ks. dr Jerzy Bielecki        | od 1996          |

## Znani absolwenci
- ks. bp Dariusz Kałuża – biskup diecezji Bougainville w Papui-Nowej Gwinei
- ks. inf. dr Marian Mikołajczyk – wikariusz generalny archidiecezji częstochowskiej
- ks. inf. dr Ireneusz Skubiś – były redaktor naczelny tygodnika „Niedziela”
- ks. prał. Stefan Witczak – działacz społeczny
- ks. dr hab. Sławomir Zabraniak – historyk, wykładowca w Uniwersytecie Rzeszowskim, były wykładowca KUL
- ks. prof. dr hab. Jan Związek – historyk, wykładowca PAT w Krakowie i Akademii im. Jana Długosza w Częstochowie
- ks. dr hab. Zbigniew Wit – były wykładowca KUL
- ks. dr hab. Zenon Uchnast – wykładowca KUL, WSB-NLU i Akademii Ignatianum w Krakowie
- ks. prof. Kazimierz Szymonik – wykładowca UKSW, UMFC w Warszawie i AM w Bydgoszczy